# マイク・オールドフィールド
マイク・オールドフィールド（Mike Oldfield、1953年5月15日 - ）は、イギリスのミュージシャン。デビューアルバム『チューブラー・ベルズ』や1983年のシングル「ムーンライト・シャドウ」のヒットで世界的に知られる。

## 来歴

### 最初期
早くから音楽に触れ、幼少時よりピアノを、10歳からギターを習い始める。1967年、姉のサリー・オールドフィールドと共にフォークデュオ「サリアンジー（The Sallyangie）」を結成し、『チルドレン・オブ・ザ・サン』（1968年）を発表。アルバム1枚でデュオは解散するが、ロンドンでのセッション活動を通じてケヴィン・エアーズやデヴィッド・ベッドフォードと知り合い、ケヴィン・エアーズのバック・バンド「ザ・ホール・ワールド（The Whole World）」でベースを担当。『月に撃つ（Shooting at the Moon）』(1970年)と『彼女のすべてを歌に（Whatevershebringswesing）』(1971年)の2枚のアルバムに参加した。バンド解散後はセッション・ミュージシャンをしながら、デヴィッド・ベッドフォードから音楽理論を学んだ。

### デビュー
1973年5月、リチャード・ブランソンが主宰する新興レーベル、ヴァージン・レコードの第1弾アーティストとして、アルバム『チューブラー・ベルズ』でデビュー。2400回もの多重録音を繰り返して制作されたこの壮大なアルバムは全英1位を記録。別人の演奏となったが、特徴あるイントロのフレーズがアメリカ映画『エクソシスト』(1974年)に使用され、さらに知名度が上がった。現在までにイギリス国内で260万枚を売り上げ、全英歴代トップ30にランクインするほどの大ヒットとなった。同作は現在でもプログレッシブ・ロックの歴史的名盤とされている。
続いて1974年に『ハージェスト・リッジ』（全英1位）、1975年に『オマドーン』（全英4位）とアルバムを出すも、成功によって生じた精神的重圧に苦しみ長期間の療養生活に入る。1978年に『呪文』を発表してカムバックを果たした後は、アルバムを発表するだけでなく精力的にツアーを行うようにもなり、翌1979年にはヨーロッパでのライブの模様を収めた『エクスポウズド』をリリースしている。

### 1980年代
1982年5月26日、渋谷公会堂で初来日公演を行った。
- 1日のみの公演。招聘元は、ウドー音楽事務所。公演では、主にアルバム『プラチナム』（来日時での最新作）、『チューブラー・ベルズ』『オマドーン』などからの楽曲などを演奏。マギー・ライリー参加。（公演パンフレットの販売なし。レコードやTシャツ等の物販はあり）

1980年代に入ってからも『ファイヴ・マイルズ・アウト』（全英7位）、『クライシス』（全英7位）と優れた作品を続けて発表。
この頃から、時代の変化に合わせて従来のプログレッシブ・ロックからのアプローチをやめ、所属レコード会社であるヴァージンのイニシアティヴの下でポップ寄りの作品を発表するようになる。マギー・ライリーのボーカルによる『クライシス』収録の「ムーンライト・シャドウ」はヨーロッパ中で大ヒットし、その後アニー・ハズラムやアゼリン・デビソンがカヴァーする代表曲となる。続く『ディスカバリー』（1984年）からも、「トゥ・フランス」（ボーカルはライリー）や「トリックス・オブ・ザ・ライト」（ライリーとバリー・パーマーのデュエット）がシングル・ヒットした。以降も様々なボーカリストを起用し、「ファミリー・マン（ホール&オーツのカバーで知られる）」、「シャドウ・オン・ザ・ウォール（ロジャー・チャップマンのボーカル）」、「アイランズ（ボニー・タイラーのボーカル）」、「イノセント」、「キリング・フィールドのテーマ（エチュード）」、「ヘヴンズ・オープン（マイク自身が歌う）」などのヒット曲を生み出す。

### 1990年代から現在
1992年にワーナーに移籍し、代表作『チューブラー・ベルズ』の続編『チューブラー・ベルズII』を発表。同作は全英1位を記録した。1998年にはさらなる続編となる『チューブラー・ベルズIII』を発表。同作のワールドプレミアム公演には、かつてレーベル移籍問題で確執が取りざたされたリチャード・ブランソンが観客として会場に訪れた。
2004年にはマーキュリーに移籍。2012年にはロンドンオリンピックの開会式で演奏を行った。

## ディスコグラフィ

### スタジオ・アルバム
- 『チューブラー・ベルズ』 - Tubular Bells (1973年)
- 『ハージェスト・リッジ』 - Hergest Ridge (1974年)
- 『オマドーン』 - Ommadawn (1975年)
- 『呪文』 - Incantations (1978年)
- 『プラチナム』 - Platinum (1979年)
- 『QE2』 - QE2 (1980年)
- 『ファイヴ・マイルズ・アウト』 - Five Miles Out (1982年)
- 『クライシス』 - Crises (1983年)
- 『ディスカバリー』 - Discovery (1984年)
- 『アイランズ』 - Islands (1987年)
- 『アース・ムービング』 - Earth Moving (1989年)
- 『アマロック』 - Amarok (1990年)
- 『ヘヴンズ・オープン』 - Heaven's Open (1991年) ※Michael Oldfield名義
- 『チューブラー・ベルズII』 - Tubular Bells II (1992年)
- 『遥かなる地球の歌』 - The Songs of Distant Earth (1994年)
- 『ヴォイジャー』 - Voyager (1996年)
- 『チューブラー・ベルズIII』 - Tubular Bells III (1998年)
- 『ギターズ』 - Guitars (1999年)
- 『ザ・ミレニアム・ベル』 - The Millennium Bell (1999年)
- 『トレス・ルナス』 - Tr3s Lunas aka Tres Lunas (2002年)
- 『チューブラー・ベルズ2003』 - Tubular Bells 2003 (2003年)
- Light & Shade (2005年)
- 『天空の音楽』 - Music Of The Spheres (2008年)
- 『マン・オン・ザ・ロックス』 - Man On The Rocks (2013年)
- 『Return To Ommadawn』 - Return To Ommadawn (2017年)

### サウンドトラック・アルバム
- 『キリング・フィールド』 -  The Killing Fields (1984年)

### オーケストラ・アルバム
- 『オーケストラル・チューブラー・ベルズ』 - The Orchestral Tubular Bells (1975年)

### ライブ・アルバム
- 『エクスポウズド』 - Exposed (1979年)

### コンピレーション・アルバム
- Boxed (1976年)
- Impressions (1979年)
- Mike Oldfield's Wonderland (1980年)
- Music Wonderland (1980年)
- Episodes (1981年)
- 『ザ・コンプリート・マイク・オールドフィールド』 - The Complete Mike Oldfield (1985年)
- A Virgin Compilation (1987年)
- Collector's Edition Box I & II (1990年)
- 『四界よりの断片〜エレメンツ』 - The Best of Mike Oldfield: Elements (1993年)
- 『ベスト・オブ・マイク・オールドフィールド』 - XXV: The Essential (1997年)
- The Best of Tubular Bells (2001年)
- Collection (2002年)
- The Complete Tubular Bells (2003年)
- The Platinum Collection (2006年)
- The Mike Oldfield Collection 1974–1983 (2009年)
- Icon (2012年)
- 『トゥー・サイド: ベリー・ベスト・オブ・マイク・オールドフィールド』 - Two Sides: The Very Best of Mike Oldfield (2012年)
- Mike Oldfield Classic Album Selection 1973–1980 (2012年)
- Tubular Beats (2013年)
- Moonlight Shadow: The Collection (2013年)
- The Studio Albums 1992–2003 (2014年)
- The Best of 1992–2003 (2015年)
- The 1984 Suite (2016年)
- Collaborations (2016年)